# Swansea (Massachusetts)
Swansea és una població dels Estats Units a l'estat de Massachusetts. Segons el cens del 2000 tenia 15.901 habitants.

## Demografia
Segons el cens del 2000, Swansea tenia 15.901 habitants, 5.888 habitatges, i 4.539 famílies. La densitat de població era de 266,2 habitants/km².
Dels 5.888 habitatges en un 31,1% hi vivien nens de menys de 18 anys, en un 64,6% hi vivien parelles casades, en un 8,8% dones solteres, i en un 22,9% no eren unitats familiars. En el 19,6% dels habitatges hi vivien persones soles el 10,2% de les quals corresponia a persones de 65 anys o més que vivien soles. El nombre mitjà de persones vivint en cada habitatge era de 2,67 i el nombre mitjà de persones que vivien en cada família era de 3,06.
Per edats la població es repartia de la següent manera: un 22,2% tenia menys de 18 anys, un 6,7% entre 18 i 24, un 28,4% entre 25 i 44, un 27% de 45 a 60 i un 15,7% 65 anys o més.
L'edat mediana era de 40 anys. Per cada 100 dones de 18 o més anys hi havia 92,3 homes.
La renda mediana per habitatge era de 52.524 $ i la renda mediana per família de 60.567$. Els homes tenien una renda mediana de 40.056 $ mentre que les dones 27.072$. La renda per capita de la població era de 21.776$. Entorn del 3,4% de les famílies i el 4,9% de la població estaven per davall del llindar de pobresa.